# Ryuji Tabuchi
Ryuji Tabuchi (田渕 龍二 Tabuchi Ryuji?), född 16 februari 1973 i Tokushima prefektur, är en japansk före detta fotbollsspelare.
Tabuchi började sin karriär 1991 i Otsuka Pharmaceutical. 1997 flyttade han till Consadole Sapporo. Efter Consadole Sapporo spelade han för Vissel Kobe. Han avslutade karriären 2003.